# InvivoGen
La Invivogen è un produttore di prodotti per la ricerca nel campo delle scienze della vita, essa ha sede a San Diego, in California, e svolge le sue attività in tutto il mondo.
La InvivoGen è un fornitore di prodotti correlati ai recettori Toll-like (principalmente ligandi e linee cellulari di mammiferi ingegnerizzati), antibiotici di selezione e prodotti per il rilevamento e l'eliminazione dei micoplasma. 
Ad oggi, circa 6500 documenti accademici citano i prodotti di InvivoGen.
Invivogen fornisce anche una raccolta di oltre 1000 frame di lettura aperti di origini umane e di roditori.